# Giro del Trentino 2016
La 40.ª edición de la competición ciclista Giro del Trentino se celebró en Italia entre el 19 y el 22 de abril de 2016 sobre un recorrido de 597,8 km.
La prueba hizo parte del UCI Europe Tour 2016 dentro de la categoría 2.HC (máxima categoría de estos circuitos).
La carrera fue ganada por el corredor español Mikel Landa del equipo Team Sky, en segundo lugar Tanel Kangert (Astana) y en tercer lugar Jakob Fuglsang (Astana).

## Equipos participantes
Tomaron parte en la carrera 18 equipos: 3 de categoría UCI ProTeam invitados por la organización; 8 de categoría Profesional Continental; 5 de categoría Continental; y 2 selecciones nacionales. Formando así un pelotón de 144 ciclistas de los que acabaron 84. Los equipos participantes fueron:
| Equipo                      | Cód. UCI | Categoría               |
| --------------------------- | -------- | ----------------------- |
| Team Sky                    | SKY      | UCI ProTeam             |
| Ag2r La Mondiale            | ALM      | UCI ProTeam             |
| Astana Pro Team             | AST      | UCI ProTeam             |
| Selección de Italia         |          | Selección nacional      |
| Androni Giocattoli-Sidermec | AND      | Profesional Continental |
| Bardiani CSF                | BAR      | Profesional Continental |
| Gazprom-RusVelo             | GAZ      | Profesional Continental |
| Nippo-Vini Fantini          | NIP      | Profesional Continental |
| Southeast-Venezuela         | STH      | Profesional Continental |
| Bora-Argon 18               | BOA      | Profesional Continental |
| Caja Rural-Seguros RGA      | CJR      | Profesional Continental |
| Drapac Professional Cycling | DPC      | Profesional Continental |
| Skydive Dubai               | SKD      | Continental             |
| D'Amico-Bottecchia          | AZT      | Continental             |
| Selección de Brasil         |          | Selección nacional      |
| Norda-MG.Kvis               | NMG      | Continental             |
| Tirol Cycling Team          | TIR      | Continental             |
| Amore & Vita-Selle SMP      | AMO      | Continental             |

## Etapas
El Giro del Trentino dispuso de cuatro etapas para un recorrido total de 597,8 kilómetros.
| Etapa     | Fecha     | Recorrido                     | type                     | Distancia (km) | Ganador       | Líder          |
| --------- | --------- | ----------------------------- | ------------------------ | -------------- | ------------- | -------------- |
| 1.ª etapa | 19 de abr | Riva del Garda – Nago-Torbole | contrarreloj por equipos | 12,1           | Astana        | Valerio Agnoli |
| 2.ª etapa | 20 de abr | Arco – Anras                  | etapa de media montaña   | 220,3          | Mikel Landa   | Mikel Landa    |
| 3.ª etapa | 21 de abr | Sillian – Mezzolombardo       | etapa de montaña         | 204,6          | Tanel Kangert | Mikel Landa    |
| 4.ª etapa | 22 de abr | Malè – Cles                   | etapa de montaña         | 161,1          | Tanel Kangert | Mikel Landa    |

### Etapa 1
Los resultados de la 1.ª etapa fueron:
| Puesto | Equipo           | Tiempo      |
| ------ | ---------------- | ----------- |
| 1      | Astana Pro Team  | 13 min 30 s |
| 2      | Team Sky         | a 14 s      |
| 3      | AG2R La Mondiale | m.t.        |
| 4      | Bora-Argon 18    | a 16 s      |
| 5      | Gazprom-RusVelo  | a 21 s      |

|   | Ciclista        | Equipo | Tiempo      |
| - | --------------- | ------ | ----------- |
| 1 | Valerio Agnoli  | Astana | 13 min 30 s |
| 2 | Vincenzo Nibali | Astana | m.t.        |
| 3 | Jakob Fuglsang  | Astana | m.t.        |
| 4 | Eros Capecchi   | Astana | m.t.        |
| 5 | Tanel Kangert   | Astana | m.t.        |

### Etapa 2
Los resultados de la 2.ª etapa fueron:
|   | Ciclista        | Equipo             | Tiempo          |
| - | --------------- | ------------------ | --------------- |
| 1 | Mikel Landa     | Sky                | 5 h 18 min 12 s |
| 2 | Sergey Firsanov | Gazprom-RusVelo    | a 4 s           |
| 3 | Damiano Cunego  | Nippo-Vini Fantini | a 13 s          |
| 4 | Giulio Ciccone  | Bardiani CSF       | a 14 s          |
| 5 | Jakob Fuglsang  | Astana             | a 14 s          |

|   | Ciclista         | Equipo           | Tiempo          |
| - | ---------------- | ---------------- | --------------- |
| 1 | Mikel Landa      | Sky              | 5 h 31 min 46 s |
| 2 | Jakob Fuglsang   | Astana           | a 10 s          |
| 3 | Sergey Firsanov  | Gazprom-RusVelo  | a 15 s          |
| 4 | Michele Scarponi | Astana           | a 22 s          |
| 5 | Romain Bardet    | AG2R La Mondiale | a 24 s          |

### Etapa 3
Los resultados de la 3.ª etapa fueron:
|   | Ciclista        | Equipo           | Tiempo          |
| - | --------------- | ---------------- | --------------- |
| 1 | Tanel Kangert   | Astana           | 5 h 05 min 27 s |
| 2 | Patrick Konrad  | Bora-Argon 18    | a 10 s          |
| 3 | Romain Bardet   | AG2R La Mondiale | m.t.            |
| 4 | Jakob Fuglsang  | Astana           | m.t.            |
| 5 | Sergey Firsanov | Gazprom-RusVelo  | m.t.            |

|   | Ciclista        | Equipo           | Tiempo           |
| - | --------------- | ---------------- | ---------------- |
| 1 | Mikel Landa     | Sky              | 10 h 37 min 23 s |
| 2 | Tanel Kangert   | Astana           | a 8 s            |
| 3 | Jakob Fuglsang  | Astana           | a 10 s           |
| 4 | Sergey Firsanov | Gazprom-RusVelo  | a 15 s           |
| 5 | Romain Bardet   | AG2R La Mondiale | a 20 s           |

### Etapa 4
Los resultados de la 4.ª etapa fueron:
|   | Ciclista       | Equipo              | Tiempo          |
| - | -------------- | ------------------- | --------------- |
| 1 | Tanel Kangert  | Astana              | 4 h 07 min 29 s |
| 2 | Matteo Busato  | Southeast-Venezuela | m.t.            |
| 3 | Mikel Landa    | Sky                 | m.t.            |
| 4 | Patrick Konrad | Bora-Argon 18       | m.t.            |
| 5 | Jakob Fuglsang | Astana              | m.t.            |

|   | Ciclista        | Equipo           | Tiempo           |
| - | --------------- | ---------------- | ---------------- |
| 1 | Mikel Landa     | Sky              | 14 h 44 min 48 s |
| 2 | Tanel Kangert   | Astana           | a 2 s            |
| 3 | Jakob Fuglsang  | Astana           | a 14 s           |
| 4 | Sergey Firsanov | Gazprom-RusVelo  | a 19 s           |
| 5 | Romain Bardet   | AG2R La Mondiale | a 24 s           |

## Clasificaciones finales
- Las clasificaciones finalizaron de la siguiente forma:[5]

### Clasificación general
| Posición | Ciclista               | Equipo           | Tiempo           |
| -------- | ---------------------- | ---------------- | ---------------- |
|          | Mikel Landa            | Sky              | 14 h 44 min 48 s |
| 2.º      | Tanel Kangert          | Astana           | a 2 s            |
| 3.º      | Jakob Fuglsang         | Astana           | a 14 s           |
| 4.º      | Sergey Firsanov        | Gazprom-RusVelo  | a 19 s           |
| 5.º      | Patrick Konrad         | Bora-Argon 18    | a 24 s           |
| 6.º      | Romain Bardet          | AG2R La Mondiale | m.t.             |
| 7.º      | Domenico Pozzovivo     | AG2R La Mondiale | a 28 s           |
| 8.º      | Emanuel Buchmann       | Bora-Argon 18    | a 30 s           |
| 9.º      | Jean-Christophe Péraud | AG2R La Mondiale | a 42 s           |
| 10.º     | Hubert Dupont          | AG2R La Mondiale | a 56 s           |

### Clasificación de la montaña
| Posición | Ciclista        | Equipo          | Puntos |
| -------- | --------------- | --------------- | ------ |
|          | Mikel Landa     | Sky             | 22     |
| 2.º      | Sergey Firsanov | Gazprom-RusVelo | 20     |
| 3.º      | Jakob Fuglsang  | Astana          | 16     |

### Clasificación por puntos
| Posición | Ciclista             | Equipo                 | Puntos |
| -------- | -------------------- | ---------------------- | ------ |
|          | Antonio Molina Canet | Caja Rural-Seguros RGA | 6      |
| 2.º      | Damiano Cunego       | Nippo-Vini Fantini     | 6      |
| 3.º      | Nicola Gaffurini     | Norda-MG.Kvis          | 6      |

### Clasificación de los jóvenes
| Posición | Ciclista               | Equipo                      | Puntos        |
| -------- | ---------------------- | --------------------------- | ------------- |
|          | Egan Bernal            | Androni Giocattoli-Sidermec | 14h 49min 06s |
| 2.º      | Daniel Felipe Martínez | Southeast-Venezuela         | a 2 min 3 s   |
| 3.º      | Cristian Rodríguez     | Southeast-Venezuela         | a 5 min 11 s  |

### Clasificación por equipos
| Posición | Equipo           | Tiempo          |
| -------- | ---------------- | --------------- |
|          | AG2R La Mondiale | 43h 48min 34s   |
| 2.º      | Astana           | a 2 min 18 seg  |
| 3.º      | Bora-Argon 18    | a 12 min 17 seg |

## Evolución de las clasificaciones
| Etapa (Vencedor)          | Clasificación general | Clasificación de la montaña | Clasificación por puntos | Clasificación de los jóvenes | Clasificación por equipos |
| ------------------------- | --------------------- | --------------------------- | ------------------------ | ---------------------------- | ------------------------- |
| 1.ª etapa (CRI) (Astana)  | Valerio Agnoli        | no se entregó               | no se entregó            | Gianni Moscon                | Astana                    |
| 2.ª etapa (Mikel Landa)   | Mikel Landa           | Mikel Landa                 | Nicola Gaffurini         | Giulio Ciccone               | AG2R La Mondiale          |
| 3.ª etapa (Tanel Kangert) | Mikel Landa           | Mikel Landa                 | Antonio Molina Canet     | Egan Bernal                  | AG2R La Mondiale          |
| 4.ª etapa (Tanel Kangert) | Mikel Landa           | Mikel Landa                 | Antonio Molina Canet     | Egan Bernal                  | AG2R La Mondiale          |
| Final                     | Mikel Landa           | Mikel Landa                 | Antonio Molina Canet     | Egan Bernal                  | AG2R La Mondiale          |

## UCI Europe Tour
El Giro del Trentino otorga puntos para el UCI Europe Tour 2016, solamente para corredores de equipos Profesional Continental y Equipos Continentales. La siguiente tabla corresponde al baremo de puntuación:
| Posición   | 1.º | 2.º | 3.º | 4.º | 5.º | 6.º | 7.º | 8.º | 9.º | 10.º | 11.º | 12.º | 13.º | 14.º | 15.º | 16.º-30.º | 31.º-40.º |
| Puntuación | 200 | 150 | 125 | 100 | 85  | 70  | 60  | 50  | 40  | 35   | 30   | 25   | 20   | 15   | 10   | 5         | 3         |

| Posición | Ciclista               | Equipo           | Puntos |
| -------- | ---------------------- | ---------------- | ------ |
| 1.º      | Mikel Landa            | Sky              | 200    |
| 2.º      | Tanel Kangert          | Astana           | 150    |
| 3.º      | Jakob Fuglsang         | Astana           | 125    |
| 4.º      | Sergey Firsanov        | Gazprom-RusVelo  | 100    |
| 5.º      | Patrick Konrad         | Bora-Argon 18    | 85     |
| 6.º      | Romain Bardet          | Ag2r La Mondiale | 70     |
| 7.º      | Domenico Pozzovivo     | Ag2r La Mondiale | 60     |
| 8.º      | Emanuel Buchmann       | Bora-Argon 18    | 50     |
| 9.º      | Jean-Christophe Péraud | Ag2r La Mondiale | 40     |
| 10.º     | Hubert Dupont          | Ag2r La Mondiale | 35     |

Además, también otorgó puntos para el UCI World Ranking (clasificación global de todas las carreras internacionales).
| Posición              | 1º  | 2º  | 3º  | 4º  | 5º | 6º | 7º | 8º | 9º | 10º |
| Clasificación general | 200 | 150 | 125 | 100 | 85 | 70 | 60 | 50 | 40 | 35  |
| Por etapa             | 20  | 10  | 5   |     |    |    |    |    |    |     |
| Líder                 | 5   |     |     |     |    |    |    |    |    |     |

| Posición | Ciclista               | Equipo           | General | Etapa | Líder | Total |
| -------- | ---------------------- | ---------------- | ------- | ----- | ----- | ----- |
| 1.º      | Mikel Landa            | Sky              | 200     | 35    | 15    | 250   |
| 2.º      | Tanel Kangert          | Astana           | 150     | 60    | -     | 210   |
| 3.º      | Jakob Fuglsang         | Astana           | 125     | 20    | -     | 145   |
| 4.º      | Sergey Firsanov        | Gazprom-RusVelo  | 100     | 10    | -     | 110   |
| 5.º      | Patrick Konrad         | Bora-Argon 18    | 85      | 10    | -     | 95    |
| 6.º      | Romain Bardet          | AG2R La Mondiale | 70      | 10    | -     | 80    |
| 7.º      | Domenico Pozzovivo     | Ag2r La Mondiale | 60      | 5     | -     | 65    |
| 8.º      | Emanuel Buchmann       | Bora-Argon 18    | 50      | -     | -     | 50    |
| 9.º      | Jean-Christophe Péraud | Ag2r La Mondiale | 40      | 5     | -     | 45    |
| 10.º     | Hubert Dupont          | Ag2r La Mondiale | 35      | 5     | -     | 40    |